# Teutoburgi csata
A teutoburgi csatát (másnéven Varus csatáját, németül: Varusschlacht) 9 őszén vívták a teutoburgi erdőnél, ahol a heruszkok fejedelme, Arminius megsemmisítette Publius Quinctilius Varus római konzul három légióját. A csata három napig tartott. Varus konzul előbb tárgyalásokat kezdett Arminius fejedelemmel, de eredmény nélkül. Varus nem gondolta, hogy a germánok ütőképes haderővel rendelkeznének. Saját csapatait rendezetlenül küldte a csatába. Arminius viszont az időt kihasználva sikeresen összekovácsolta csapatait. Ez volt az első eset, amikor a germán törzsek összefogtak. Arminius Rómában nőtt fel, így jól ismerte a légiók mozgását, hadrendjét, harcmodorát. A Varus vezette légiók a Weser melletti táborukból vonultak Aliso (Haltern) castrumba, az úton akadályokba ütköztek, csapdába kerültek. Két napon keresztül Arminius seregei a nehezen mozgó, nehéz felszerelésben lévő légiókat felmorzsolták. A csata harmadik napján nyílt terepen történt a teljes megsemmisítés. A mintegy 20 000 főt számláló római haderő néhány katona kivételével mind elpusztult. A csata után Varus öngyilkos lett. Ez a csata végleg eldöntötte, hogy a Dunától északra és a Rajnától keletre eső területek nem váltak a Római Birodalom provinciáivá, bár újabb kutatási eredmények arra engednek következtetni, hogy a római haderő még a 3. században is jelen volt a térségben.

## Előzmények
I. e. 12 és i. e. 9. között a későbbi Tiberius császár és fivére Drusus hadjáratainak eredményeként a Római Birodalom északi határa az Elba folyó lett. A római térhódítás ellen lázadtak fel a germán a törzsek. A felkelés leverésére indult útnak Quinctilius Varus római helytartó három légióval és a segédcsapatokkal együtt legalább 20 000 fős haderővel.

## A csata menete
A csata pontos helyszíne ma ismeretlen. Legújabb kutatások szerint a Bramschéhoz tartozó Kalkriese melletti erdős-mocsaras területen vívták, szemben a korábbi feltételezésekkel, mely a Porosz Akadémia történészétől, Theodor Mommsentől származik, aki 1885-ös írásában az Osnabrück közelében lévő Wiehen-hegységet (Wiehengebirge) nevezte meg a csata színtereként.
Arminius, aki a római harcmodort jól ismerte, a heruszk törzsek vezetőjeként ezek lázadásáról tett jelentéseket a nyári szálláshelyükről a téli támaszpontra vonuló római légióknak, így csalva őket a Kalkrise környéki erdős-mocsaras területre. Itt, a természeti adottságok miatt felbomlott a légiók alakzata, több kilométer hosszú vonuló oszloppá válva. A csatában szövetkezett germán törzsek az oszlop különböző pontjait támadták. A rómaiak ezért csak kisebb erőket tudtak összpontosítani és nem voltak képesek alakzatba fejlődni a területi adottságok miatt. Szintén lehetetlenné vált a rómaiak számára a gyors információcsere a vonuló oszlop első és hátsó csapatai között.
Ezeket az adottságokat kihasználva a germánok több támadással képesek voltak a légió megsemmisítésére. A légió által szállított értéktárgyakat a germán törzsek hadizsákmányként osztották fel maguk között.
A csata vérességét és brutalitását mutatja, hogy számos asszony és gyerek is volt a légiókkal (a légiósok családtagjai), akiket bestiálisan koncoltak fel a barbárok. Az elfogott tiszteket külön áldozták fel. Három évvel a csata után egy felderítésre küldött légiót borzalmas látvány fogadott: az erdő tele volt csonthalmokkal, fegyverekkel, fákra szögezett koponyákkal.

## A csata következményei és jelentősége
Augustus császár élete végéig nem heverte ki a három légió elvesztése miatti megrázkódtatást. Történetek szerint a császár némely éjjelen fel-alá járkált és azt kiáltozta: „Varus! Add vissza légióimat!” A megsemmisült XVII., XVIII. és XIX. légió számát örökre törölték a római hadrendből.
A csatát sokáig fordulópontnak tartották a római terjeszkedés során. Arminius győzelme meggátolta, hogy Germania római provinciává váljon, mely megelőzte az ott élő törzsek ellatinosodását, mint az Gallia és Hispania provinciákból ismert. A Római Birodalom határa végérvényesen a Rajnáig húzódott vissza.
Néhány évvel a csata után Róma azonban megtorlóakciót vezetett Germania provinciában, noha ennek sikeres lezárása sem eredményezte a terület bekebelezését.

## Emlékezete a kultúrában

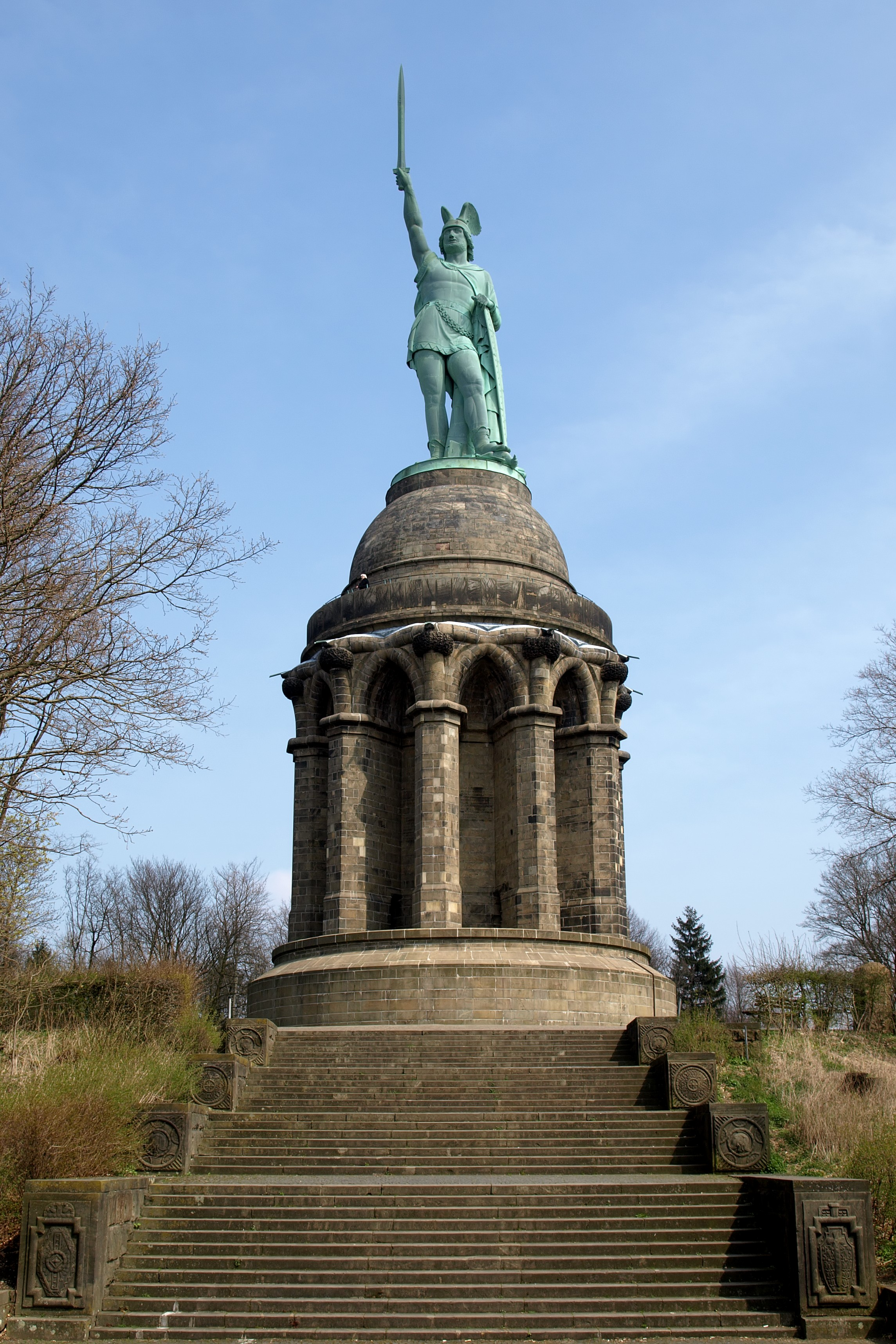
A Hermann-emlékmű a Teutoburgi erdőben

A teutoburgi csata hatása az utókorra számos területen megjelenik. A festőművészetben, szobrászatban és irodalomban számos mű született, melyet a teutoburgi csata inspirált. Az egyik legkiemelkedőbb és legismertebb szobrászati alkotás az ún. Hermann-emlékmű, melyet 1838 és 1875 között építettek Ernst von Bandel tervei szerint.